# 武文杰
武文傑（1922年11月23日—2008年6月11日）前越南社會主義共和國和越南共产党党和国家领导人，从1991年8月9日至1997年9月25日任越南总理。
武文傑生于越南永隆省泳濂县。1933年加入印度支那共产党（现越南共产党）。先后任迪石省省委书记及越南薄寮省武装部队政治委员、西贡——嘉定区区委书记兼西贡——嘉定军区政治委员、西贡——嘉定市委书记，军事管制委员会副主席、胡志明市市委书记、1976年12月越共四大上当选为中央政治局委员。同年任越南部长会议副主席兼国家计划委员会主任。
他是原越共中央總書記阮文灵经济改革和对外开放政策的有力支持者。1986年12月任越南部长会议常务副主席（常務副總理），1988年3月因時任部长会议主席（總理）范雄病逝，曾短暫擔任部长会议代理主席（代理總理）。后任部长会议副主席（副總理）。1991年2月6日，武文杰率领10人代表团对马来西亚进行为期五天的访问，并会见该国首相马哈迪·莫哈末和副首相嘉化峇峇，两国同意成立一个发展规划联合委员会。同年8月9日，他接替杜梅出任越南總理。
2008年6月11日，身患高血壓的武文傑在新加坡病逝，享年85歲。安葬於胡志明市公墓。

## 外部連結
- （中文）.
- （中文）.[]

| 前任： 范文同 | 越南政府總理（代理） 1988年 | 繼任： 杜梅   |
| 前任： 杜梅   | 越南政府總理 1991年—1997年  | 繼任： 潘文凱 |